# 須田千里
須田千里（すだ ちさと、1962年4月 - ）は日本の国文学者、文学修士（京都大学）。現在は京都大学大学院人間・環境学研究科教授。専門は泉鏡花をはじめとする日本の近代文学。

## 経歴
- 1985年3月 京都大学文学部国語国文学専攻を卒業
- 1987年 京都大学大学院文学研究科国語国文学専攻博士前期課程修了
- 同年4月 京都大学大学院文学研究科（国語国文学専攻）博士後期課程に進学
- 1989年3月 博士後期課程を中退
- 同年4月 光華女子大学文学部専任講師
- 1993年4月 奈良女子大学文学部専任講師
- 1998年4月 京都大学総合人間学部助教授
- 2003年4月 京都大学大学院人間・環境学研究科助教授
- 2011年4月 京都大学大学院人間・環境学研究科教授

## 研究
研究テーマは以下のようになっている。

## 編集
- 新日本古典文学大系 明治編 第19巻『尾崎紅葉集』松村友視共編（岩波書店、2003年7月）[3]
- 新編 泉鏡花集 全10巻 別巻2巻 秋山稔、田中励儀、吉田昌志共編（岩波書店、2003年10月-2006年1月）[4]
- 新日本古典文学大系 明治編 第13巻『明治実録集』松本常彦共編（岩波書店、2007年3月）[5]
- 新日本古典文学大系 明治編 第9巻『明治戯作集』岩田秀行共編（岩波書店、2010年2月）[6]
- 山田美妙集 第3巻（臨川書店、2012年11月）[7]